# Somerville (Tennessee)
Somerville é uma cidade  localizada no estado norte-americano de Tennessee, no Condado de Fayette.

## Demografia
Segundo o censo norte-americano de 2000, a sua população era de 2519 habitantes.
Em 2006, foi estimada uma população de 2911, um aumento de 392 (15.6%).

## Geografia
De acordo com o United States Census Bureau tem uma área de
29,4 km², dos quais 28,9 km² cobertos por terra e 0,5 km² cobertos por água. Somerville localiza-se a aproximadamente 161 m acima do nível do mar.

## Localidades na vizinhança
O diagrama seguinte representa as localidades num raio de 24 km ao redor de Somerville.